# Los Angeles Dodgers
O Los Angeles Dodgers ou LA Dodgers é uma equipe profissional de beisebol com sede em Los Angeles, Califórnia. O Dodgers são membros da Divisão Oeste da Liga Nacional da MLB.
Os Dodgers venceram a World Series em 8 oportunidades, sendo uma das equipes mais tradicionais do beisebol norte-americano, tendo uma grande legião de torcedores por toda a costa oeste dos Estados Unidos, além de inúmeros simpatizantes por todo o mundo. Pelo fato de estar próximo de Hollywood, muitas celebridades são vistas no Dodger Stadium assistindo partidas dos Dodgers. O time manda seus jogos no Dodger Stadium, com capacidade para 56 mil torcedores e que foi inaugurado em 1962. A equipe possui um total de oito World Series, sendo a última conquistada em 2024.
Em 2022, a revista Forbes ranqueou os Dodgers como a segunda franquia mais valiosa da MLB, com um valor de mercado de US$ 4,075 bilhões.

## História
O time foi fundado em 1883 e estabelecido inicialmente no bairro do Brooklyn, na cidade de Nova Iorque, com o nome de Brooklyn Dodgers, mudando-se somente em 1958 para a cidade de Los Angeles.
Seu maiores rivais são o San Francisco Giants e o Los Angeles Angels of Anaheim, pela geografia (ambas são equipes da Califórnia), além de uma rivalidade histórica com o New York Yankees.